# سارق النوم غريب حيفاوي
سارق النوم: غريب حيفاوي هي أول رواية للكاتبة الفلسطينية ابتسام عازم. صدرت عن منشورات الجمل سنة 2011، تقع في 96 صفحة. مقسمة على ستّة أجزاء تتضمّن ثلاثاً وعشرين فصلاً
تسلط الضوء على قضايا النفي والغربة وتأثير النكبة وتداعياتها. تتناول القصص الغربة الداخلية والخارجية، مع استكشاف للحنين والتشظي.

## العنوان
اسم "الحيفاوي" في الرواية يعكس ارتباطًا بالجذور والمكان، مما يشير إلى الانتماء الراسخ للأرض والتاريخ الفلسطيني. ومع ذلك، فإن الجمع بين "حيفاوي" و"غريب" يُبرز التناقض بين هذا الانتماء العميق والإقصاء الذي يعيشه الفلسطيني في وطنه بسبب الاحتلال. هذا التباين الرمزي يكشف عن صراع الهوية والمعاناة من العيش في الهامش بينما يُحتل المركز من قوى استعمارية.

## نبذة
تُبرز الكاتبة معاناة "غريب" مع حرية مفرغة من معناها في ظل احتلال يقلب مفهوم الانتماء. القدس فقدت روحها، وتل أبيب تستهلك أنقاض يافا. حرمان غريب من التواصل مع العواصم العربية يرمز لعزلة الفلسطيني داخل وطنه وخارجه. حتى المطارات تُصبح مساحات للمهانة والشك، مما يجعله يدرك أن هذه الإذلالات أصبحت جزءًا من هويته المأسوية كفرد ونموذج للنفي الجماعي، حيث تتحول الذاكرة إلى ساحة صراع بين أسماء الاحتلال وأسماء الفلسطينيين.

## الشخصيات
- غريب حيفاوي"، الذي يعكس تراجيديا الواقع الفلسطيني، حيث يواجه الغربة، والضياع، والظلم. يعيش "غريب" صراعاً داخلياً بين الانتماء لفلسطين والعلاقات الشخصية،
- همسة، التي تمثل الوطن والأمل في حياة موازية لحياة الحرب.
- شاهين صديق البطل، يعكس صورة معاناة أطفال فلسطين